# Olszyny (Neder-Silezië)
Olszyny (Duits: Erlendorf) is een dorp in de Poolse woiwodschap Neder-Silezië. De plaats maakt deel uit van de gemeente Kamienna Góra.